# West Orange (Nueva Jersey)
El municipio de West Orange (en inglés: West Orange Township) es un municipio ubicado en el condado de Essex en el estado estadounidense de Nueva Jersey. En el año 2010 tenía una población de 46.207 habitantes y una densidad poblacional de 1.457,63 personas por km².

## Geografía
El municipio de West Orange se encuentra ubicado en las coordenadas 40°47′19″N 74°15′19″O / 40.78861, -74.25528.

## Celebridades
- Thomas Alva Edison falleció aquí.

## Demografía
Según la Oficina del Censo en 2007 los ingresos medios por hogar en el municipio eran de $90,334 y los ingresos medios por familia eran $106,233. Los hombres tenían unos ingresos medios de $52,029 frente a los $39,484 para las mujeres. La renta per cápita para la localidad era de $34,412. Alrededor del 5.6% de la población estaba por debajo del umbral de pobreza.